# You Are the One
You Are the One is een nummer van de Noorse band A-ha uit 1988. Het is de vijfde en laatste single van hun derde studioalbum Stay on These Roads.
"You Are the One" gaat over een man die verliefd is op een vrouw, maar het gevoel heeft dat zij hem niet ziet staan. Het nummer flopte in A-ha's thuisland Noorwegen, maar werd in andere Europese landen wel een kleine hit. De Nederlandse Top 40 of Tipparade werd niet gehaald, wel bereikte de plaat een 56e positie in de Nederlandse Single Top 100. In de Vlaamse Radio 2 Top 30 werd een bescheiden 22e positie gehaald.

## Tracklijst
- UK 7"-single: Warner Bros. / W 7636

1. "You Are the One" (Remix) - 3:47
2. "Out of Blue Comes Green" (Albumversie) - 6:41

- UK 12"-single: Warner Bros. / W 7636T

1. "You Are the One" (12"-Remix) - 6:31
2. "You Are the One" (Instrumentaal) - 3:56
3. "Out of Blue Comes Green" (Albumversie) - 6:41

- UK CD-single: Warner Bros. / W 7636CD

1. "You Are the One" (7"-Remix) - 3:47
2. Scoundrel Days (Albumversion) - 3:56
3. "Out of Blue Comes Green" (Albumversion) - 6:41